# Natives and Aliens
Natives and Aliens ist ein Musikalbum von Evan Parker, Barry Guy, Paul Lytton und Marilyn Crispell. Die im Mai 1996 in den Gateway Studios, London, entstandenen Aufnahmen erschienen 1997 auf Leo Records.

## Hintergrund
Ab den 1970er-Jahren war Evan Parker Teil zweier wichtiger Trios, zum einen der Gruppe des Pianisten Alexander von Schlippenbach mit dem Schlagzeuger Paul Lovens, zum anderen seiner eigenen Gruppe mit dem Bassisten Barry Guy und dem Schlagzeuger Paul Lytton. Die Formation Parker/Guy/Lytton hat fast 20 Alben aufgenommen, einige davon mit besonderen Gästen, wie der Pianistin Marilyn Crispell. Natives and Aliens ist eine Studioaufnahme vom Mai 1996 mit Parker am Tenor- und Sopransaxophon, Guy am Kontrabass und Piccolo-Bass, Lytton am Schlagzeug und Marilyn Crispell am Klavier.

## Titelliste
- Evan Parker / Barry Guy /  Paul Lytton and Marilyn Crispell: Natives and Aliens (Leo Records CD LR 243)[1]

1. Stag’s Horn 9:48
2. Sumach 6:35
3. Rhus 8:05
4. Friends from Above 6:35
5. Hirta 4:25
6. Sippenaeken Visitation 8:22
7. And the Tints 3:55
8. Deeper Red 1:47
9. In Velvet 2:38
10. Day of Small Truths 7:19
11. Natives and Aliens 10:21

## Rezeption
Stewart Mason verlieh dem Album in Allmusic vier Sterne und schrieb, bei diesen 11 Titeln handele es sich um flüssige Improvisationen in kleinen Gruppen, die Crispell perfekt in das geübte Zusammenspiel von Parkers Trio integrierten. Crispells Spiel vereine die besten Eigenschaften ihrer beiden anerkannten Vorbilder, mit Paul Bleys flüssiger Spielweise (am besten zu hören bei den schnellen, plätschernden Tonkaskaden, die „Sumach“ färbten) und Cecil Taylors perkussivem, rhythmisch freiem Anschlag (wie bei „Day of Small Truths“, wo die Pianistin dröhnende, getragene Akkorde in ein lyrisches Solo von Guy einstreue). Das Evan Parker Trio spiele wie immer mit der Intuition und improvisatorischen Anmut, die entstehe, wenn erfahrene Musiker im Einklang mit den Eigenheiten des anderen sind, und verleihe Natives and Aliens einen leichten – fast im altmodischen Sinne swingenden – Touch.
Obwohl die zehn <sic!> Stücke des Albums, zwischen weniger als zwei und fast elf Minuten lang, in Struktur und Klangfarbe „frei“ sind, sei es offensichtlich, dass alle drei Musiker in gewissem Ausmaß die Sprache des Jazz verwendeten, meinte Phil Freeman (Burning Ambulance). Crispells Post-Cecil-Taylor-Romantik harmoniere sehr gut mit Parkers stürmischen, aber überraschend sensiblen Erkundungen, und Guy und Lytton würden es schaffen, obwohl sie nie nur als „Rhythmusgruppe“ fungierten, die Dinge auf unbestimmte Weise auf dem richtigen Weg zu halten.